# Giustizia poetica
(William Shakespeare; Amleto - III.iv.207)
La giustizia poetica è una tecnica letteraria per la quale la virtù viene infine premiata o il vizio punito, spesso nella letteratura moderna per via di un ironico scherzo del destino che è intimamente legato alla condotta del personaggio. La tesi secondo cui poesia, prosa e dramma dovrebbero contenere la giustizia ha origine nelle poetiche di Aristotele. Aristotele sostiene che la poesia è superiore alla storia, in quanto mostra cosa dovrebbe accadere, e non semplicemente ciò che accade.
Il critico letterario inglese Thomas Rymer coniò la frase in The Tragedies of the Last Age Considered (1678), per descrivere come un'opera dovesse ispirare un corretto comportamento morale al suo pubblico, illustrando il trionfo del bene sul male. La richiesta di giustizia poetica è in linea con gli autori classici e compare in Orazio, Plutarco e Quintiliano, quindi l'espressione di Rymer riflette un luogo comune. Philip Sidney, in Defense of Poetry, sostenne, come Aristotele, che la giustizia poetica era, in effetti, il motivo per cui le opere di finzione dovrebbero essere permesse in una nazione civile.
Va notato che la giustizia poetica non richiede semplicemente che il vizio venga punito e la virtù ricompensata, ma anche che la logica trionfi. Se, ad esempio, un personaggio è dominato dall'avarizia per gran parte di un romanzo o di un dramma, non può diventare generoso. L'azione di un'opera teatrale, di un poema, o di una storia, devono obbedire alle regole della logica aristotelica, oltre a quelle della moralità, e quando la teoria dagli umori era dominante, la giustizia poetica era parte della giustificazione per le opere basate su essa. Durante la fine del XVII secolo, i critici che ricercavano uno standard neoclassico criticarono William Shakespeare in favore di Ben Jonson, proprio per via del fatto che i personaggi di Shakespeare cambiavano nel corso della storia. Quando la commedia della Restaurazione, in particolare, ostentò la giustizia poetica ricompensando i libertini e punendo gli ottusi moralisti, si ebbe come contraccolpo un ritorno in favore del dramma, in particolare quello di più stretta corrispondenza morale.

## Esempi
Nel racconto "Survivor Type", di Stephen King, un dottore senza morale né coscienza fa naufragio su un'isola deserta. Per via delle sue attività illecite, ha con sé una valigetta piena di eroina. Quando si frattura una caviglia, egli usa l'eroina come anestetico, quindi si amputa un piede per mangiarlo. Prosegue a asportarsi parti del corpo per non morire di fame. Quando si taglia la mano sinistra il diario ha termine. È giustizia poetica che i mezzi e le abilità da lui usati per una vita, provocando dolore agli altri, diventino lo strumento di una tale orrenda sofferenza auto-inflitta.
L'"Inferno" della Divina Commedia di Dante è un compendio di esempi di giustizia poetica.
Vedi: Michele Stanco, Il caos ordinato. Tensioni etiche e giustizia poetica in Shakespeare, Carocci, 2009 (rist. 2011).